# قضاء بدرة
مدينة بدرة وهو أحد الأقضية التابعة لمحافظة واسط في العراق يقع القضاء إلى الشرق من مدينة الكوت ويبعد عنها بمسافة 70 كم ويحاذي من جهته الشرقية دولة إيران وتبلغ مساحة القضاء 3650 كيلو متر مربع وتتبع له ناحيتي جصان وزرباطية ويقطنها كرد وعرب وتركمان
وتعدُّ واحدة من أهم المدن العراقية الشهيرة بسبب الاحداث التي شهدتها اثناء الحرب بين العراق وايران في ثمانينات القرن الماضي وهي تضم أحد أهم المنافذ الحدودية والذي  يحمل اسمها «منفذ بدرة الحدودي»

## المدن والنواحي
- بدرة
- جصان
- زرباطية

## القرى
- العقر
- قيراوي
- القلمات
- السلام
- الصلوله
- سيد صفر
- قرية دامج
- قرية الشهداء
- جلعة فارس
- جلعة حجي عيسى
- الثروة الحيوانية
- السويسات
- قرية دهنوك